# ヤイミル・メディーナ
ヤイミル・ホセ・メディーナ・ロドリゲス（Yaimil José Medina Rodríguez、1999年7月24日 - ）は、ベネズエラ・ボリバル州シウダーグアヤナ出身のサッカー選手。スペイン・セグンダ・ディビシオンB・レクレアティーボ・ウェルバ所属、ポジションはMF。

## クラブ経歴
2016年に地元のミネロス・デ・グアヤナのトップチームに16歳で昇格し、3月21日の国内リーグのJBLスリア戦でプロデビュー。2018年1月28日のデポルティーボ・アンソアテギ戦でプロ初ゴールを記録し、試合は1-0で勝利。同年シーズンはシーズン途中まで先発に定着した。
2018年6月21日、アルバセテ・バロンピエと契約し、Bチームに加入することが発表。加入1年目の2018-19シーズンは、テルセーラ・ディビシオン (4部リーグ)でのプレーながら、リーグ戦32試合12得点のシーズン二桁ゴールを記録した。
2019年6月18日、マルベジャFCへのローン移籍が発表。
2020年7月27日、レクレアティーボ・ウェルバへのローン移籍が発表。